# Mein Herz so weiß
Der Roman Mein Herz so weiß von Javier Marías erschien 1992 im Verlag Editorial Anagrama Barcelona unter dem Titel Corazón tan blanco. Die deutsche Übersetzung von Elke Wehr wurde 1996 bei Klett-Cotta veröffentlicht. Der Titel ist ein Zitat aus Shakespeares Macbeth (2. Akt, 2. Szene).

## Inhalt
Das Buch beginnt mit einer eindrücklich geschilderten Szene. Die Familie ist beim Essen versammelt, als die junge Teresa vom Tisch aufsteht, sich ins Bad begibt und sich dort erschießt. Sie ist die Tante von Juan, dem Erzähler im Roman, der zu jener Zeit noch nicht geboren ist, aber im Laufe des Buches die genaueren Umstände jenes Vorfalls herausfindet.
Juans Vater Ranz ist mit Teresa verheiratet gewesen. Um sie heiraten zu können, brachte Ranz seine erste Frau um. Nachdem Ranz Teresa von dem Mord, der von ihm als Unfall getarnt wurde, am Ende ihrer Hochzeitsreise erzählt hatte, gab Teresa sich die Schuld am Tod dieser Frau und konnte dem nicht standhalten. Dabei hatte sie lediglich von der Möglichkeit ihres Todes zu Ranz gesprochen.
Die Schilderungen um Ranz und Teresa verweisen auf Shakespeares Macbeth, woraus der Autor des Öfteren zitiert. Lady Macbeth stiftete ihren Mann zum Mord an Duncan an und auch sie begeht vom Gewissen geplagt Selbstmord.
Juan, ein Dolmetscher, seit Kurzem mit Luisa verheiratet, hat ein besonderes Gespür für Sprache und ihre Macht. Immer wieder muss er Worten und Gesprächen lauschen, fasziniert von ihrer Dynamik und dem Ausdruck des Lebens, der sich in ihnen abspielt. Die Sprache ist das Thema dieses Romans. Über sie reflektiert Juan im Verlauf der Handlung. Sie ist ein Werkzeug, das viel Schaden anrichten kann, wie im Geschehen um Ranz deutlich wird. Es wird geklärt, welche Wirkungen ausgesprochene Gedanken, innere Wünsche und Geheimnisse erzielen können.
Ein Nebenthema bildet die junge Ehe von Juan und Luisa. „Was nun?“ ist die Frage, die sich Juan stellt.

## Rezeption
Mein Herz so weiß wurde im Juni 1996 in der Fernsehsendung Das literarische Quartett besprochen. Hier erhielt das Buch eine euphorische Kritik Marcel Reich-Ranickis, der Marías einen „der größten im Augenblick lebenden Schriftsteller der Welt“ nannte und den Roman ein „geniales Buch“, das ihn so tief getroffen habe wie kein Buch seit Jahren. Seine Lobeshymne gipfelte in den Worten: „Dies ist ein Meisterwerk, ein ganz großes Meisterwerk. Es sollte auf Platz 1 der Bestsellerliste landen, denn ein vergleichbares Meisterwerk ist nicht zu haben.“ Die Startauflage von 5.000 Exemplaren steigerte sich einen Monat nach der Fernsehausstrahlung auf 115.000 verkaufte Exemplare. Der Autor fühlte sich von dem plötzlichen Erfolg „angenehm erschrocken“, als habe er „den Hauptgewinn in der Lotterie“ gezogen. Bis 2006/2007 stieg die deutsche Gesamtauflage auf 1,5 Millionen.
Hellmuth Karasek urteilte im Spiegel: „Die Macht der Sprache über die Realität, die Verfälschung der Wirklichkeit durch das Wort – eine Verfälschung, die in die Schrecklichkeiten der Wahrheit führt – das ist das grandios und geistreich variierte Thema von Mein Herz so weiß.“ Der Roman über „tödliche Obsessionen“ übe einen „intellektuell blitzenden und gleichzeitig düsteren Reiz“ aus. Die Handlungsfäden der vermeintlich unverbundenen Kapitel webten sich zu einem dichten Netz voller „atmosphärische[r] Dichte“ und „psychologische[r] Filigran-Schärfe“. Im Juli 1996 erreichte der Roman Rang 1 der SWR-Bestenliste.
1997 erhielt der Roman den International IMPAC Dublin Literary Award.

## Buchausgaben
- Corazón tan blanco. Anagrama, Barcelona 1992, ISBN 84-339-1463-4 (Originalausgabe)
- Corazón tan blanco. Debolsillo, Barcelona 2006, ISBN 84-8346-140-4 (Taschenbuch)
- Mein Herz so weiß. Roman. Klett-Cotta, Stuttgart 1996, ISBN 3-608-93386-7 (deutsche Erstausgabe) (eine Woche lang im Jahr 1996 auf dem Platz 1 der Spiegel-Bestsellerliste)
- Mein Herz so weiß. Roman. Fischer Taschenbuch, Frankfurt am Main 2012, ISBN 978-3-596-19459-9 (Neuausgabe)